# Енгелберт дьо Клев
Енгелберт дьо Клев (на френски: Engilbert de Clèves, на немски: Engelbert von Kleve; * 26 септември 1462, Клеве, Германия; † 21 ноември 1506) от фамилията Клев-Ла Марк, е граф на Невер, Етамп и Йо от 1491 г. до смъртта си.

## Живот
Той е третият от пет сина на Йохан I († 1481), херцог на Клеве, граф на Марк, и съпругата му Елизабет Бургундска († 1483), наследничка на Невер, дъщеря на граф Жан II Бургундски от династията Валоа Бургундия, странична линия на френската кралска династия Валоа. Най-големият му брат Йохан II († 1521) наследява Херцогство Клеве и Графство Марк през 1481 г.
Енгелберт принадлежи към двора на крал Шарл VIII от Франция и е натурализиран от него. През 1191 г. той наследява от дядо си по майчина линия граф Жан II Бургундски графствата Невер, Етамп и Йо.
Енгелберт участва в италианския поход на Шарл VIII, който се стреми да завладее Кралство Неапол и се бие на 6 юли 1495 г. в битката при Форново, където командва швейцарските пехотинци (Landsknecht). Също той се бие в Италия за първия си братовчед крал Луи XII и командва отново швейцарците при завладяването на Милано през 1499 г. След това той е пратеник на Франция в Кастилия. През 1505 г. получава титлата „пер на Франция“.
Умира на 21 ноември 1506 г. и е погребан в Църквата на корделиерите в Невер.

## Брак и потомство
∞ 23 февруари 1489 г. по желанието на краля за Шарлота дьо Бурбон († 1520), дъщеря на граф Жан VIII дьо Бурбон-Вандом от династията Бурбони. След смъртта на Енгелберт тя влиза в Абатство Фонтевро, където умира на 14 декември 1520 г. Двамата имат седем деца, от които три порастват:
- Шарл II дьо Клев-Невер (* 1491; † 27 август 1521, Лувър), от 1506 г. граф на Невер и Йо
- Луи († 1545), наричан граф на Оксер
- Франсоа († 1545), приор на Сент Елоа в Париж